# 2020–2021-es német labdarúgó-bajnokság (első osztály)
A 2020–2021-es német labdarúgó-bajnokság – eredeti német nevén Fußball-Bundesliga – az 58. szezonja volt a Bundesligának. A szezon 2020. szeptember 18-án kezdődött, és 2021. május 22-én ért véget. A címvédő a és a bajnok a Bayern München.
2021. május 22-én Robert Lewandowski megszerezte 41. találatát a szezonban, ezzel pedig megdöntötte Gerd Müller 1971–72-es rekordját.

## Csapatok

### Csapatváltozások
| Feljutott az első osztályba     | Kiesett a másodosztályba        |
| ------------------------------- | ------------------------------- |
| Arminia Bielefeld VfB Stuttgart | Fortuna Düsseldorf SC Paderborn |

A bajnokságon 18 csapat vesz részt: a tavalyi bajnokság bennmaradt 15 csapata (a 16. helyezett osztályzót játszik), és 2 feljutó. A másodosztály első és második helyezettje (a Arminia Bielefeld és a VfB Stuttgart) feljutott a Bundesligába, viszont a harmadiknak osztályzót kellett játszania a Werder Bremen ellen, ahol a másodosztály harmadik helyezettje, az 1. FC Heidenheim alulmaradt.

### Csapatok adatai
| Csapat                   | Város                | Stadion                        | Befogadóképesség |
| ------------------------ | -------------------- | ------------------------------ | ---------------- |
| FC Augsburg              | Augsburg             | WWK ARENA                      | 30 660           |
| Arminia Bielefeld        | Bielefeld            | Schüco Arena                   | 27 300           |
| Bayer 04 Leverkusen      | Leverkusen           | BayArena                       | 30 210           |
| FC Bayern München        | München              | Allianz Arena                  | 71 000           |
| Borussia Dortmund        | Dortmund             | Signal Iduna Park              | 80 645           |
| Borussia Mönchengladbach | Mönchengladbach      | Stadion im Borussia-Park       | 54 010           |
| Eintracht Frankfurt      | Frankfurt            | Commerzbank-Arena              | 51 500           |
| SC Freiburg              | Freiburg im Breisgau | Schwarzwald-Stadion            | 24 000           |
| Hertha BSC               | Berlin               | Olimpiai Stadion               | 74 244           |
| TSG 1899 Hoffenheim      | Sinsheim             | Wirsol Rhein-Neckar-Arena      | 30 150           |
| 1. FC Köln               | Köln                 | RheinEnergieStadion            | 49 698           |
| RB Leipzig               | Lipcse               | Red Bull Arena                 | 42 959           |
| 1. FSV Mainz 05          | Mainz                | OPEL ARENA                     | 34 000           |
| FC Schalke 04            | Gelsenkirchen        | Veltins-Arena                  | 61 973           |
| 1. FC Union Berlin       | Berlin               | Stadion An der Alten Försterei | 22 012           |
| Werder Bremen            | Bréma                | Weserstadion                   | 42 100           |
| VfB Stuttgart            | Stuttgart            | Mercedes-Benz Arena            | 60 449           |
| VfL Wolfsburg            | Wolfsburg            | Volkswagen Arena               | 30 000           |

### Személyek és támogatók
| Csapat                   | Vezetőedző              | Csapatkapitány      | Mezgyártó | Mezszopnzor                              |             |                  |                    |      |               |
| ------------------------ | ----------------------- | ------------------- | --------- | ---------------------------------------- | ----------- | ---------------- | ------------------ | ---- | ------------- |
| Csapat                   | Vezetőedző              | Csapatkapitány      | Mezgyártó | Mezszopnzor                              | FC Augsburg | Markus Weinzierl | Jeffrey Gouweleeuw | Nike | WWK, Siegmund |
| Hertha BSC               | Dárdai Pál              | Dedryck Boyata      | Nike      | Homeday, Hyundai                         |             |                  |                    |      |               |
| Union Berlin             | Urs Fischer             | Christopher Trimmel | Adidas    | Aroundtown. wefox                        |             |                  |                    |      |               |
| Arminia Bielefeld        | Frank Kramer            | Fabian Klos         | Macron    | Schüco, JAB Anstoetz Textilien           |             |                  |                    |      |               |
| Werder Bremen            | Thomas Schaaf           | Niklas Moisander    | Umbro     | Wiesenhof, 188bet                        |             |                  |                    |      |               |
| Borussia Dortmund        | Edin Terzić (megbízott) | Marco Reus          | Puma      | 1&1 Ionos, Opel                          |             |                  |                    |      |               |
| Eintracht Frankfurt      | Adi Hütter              | Haszebe Makoto      | Nike      | Indeed.com. dpd                          |             |                  |                    |      |               |
| SC Freiburg              | Christian Streich       | Christian Günter    | Hummel    | Schwarzwaldmilch, ROSE Bikes             |             |                  |                    |      |               |
| 1899 Hoffenheim          | Sebastian Hoeneß        | Benjamin Hübner     | Joma      | SAP, SNP                                 |             |                  |                    |      |               |
| 1. FC Köln               | Friedhelm Funkel        | Jonas Hector        | Uhlsport  | REWE, DEVK                               |             |                  |                    |      |               |
| RB Leipzig               | Julian Nagelsmann       | Marcel Sabitzer     | Nike      | Red Bull, CG Immobilien                  |             |                  |                    |      |               |
| Bayer Leverkusen         | Hannes Wolf (megbízott) | Charles Aránguiz    | Jako      | Barmenia Versicherungen, Kieser Training |             |                  |                    |      |               |
| Mainz 05                 | Bo Svensson             | Danny Latza         | Kappa     | Kömmerling, fb88.com                     |             |                  |                    |      |               |
| Borussia Mönchengladbach | Marco Rose              | Lars Stindl         | Puma      | flatex, Sonepar                          |             |                  |                    |      |               |
| Bayern München           | Hans-Dieter Flick       | Manuel Neuer        | Adidas    | Deutsche Telekom, Qatar Airways          |             |                  |                    |      |               |
| Schalke 04               | Dimítriosz Gramózisz    | Sead Kolašinac      | Umbro     | Gazprom, Harfid                          |             |                  |                    |      |               |
| VfB Stuttgart            | Pellegrino Matarazzo    | Gonzalo Castro      | Jako      | Mercedes-Benz Bank, Mercedes-Benz EQ     |             |                  |                    |      |               |
| VfL Wolfsburg            | Oliver Glasner          | Josuha Guilavogui   | Nike      | Volkswagen, Linglong Tire                |             |                  |                    |      |               |

### Vezetőedző-váltások
| Csapat            | Távozó edző                                              | Ok                    | Dátum                      | Érkező                        | Dátum                | Forrás(ok)        |
| ----------------- | -------------------------------------------------------- | --------------------- | -------------------------- | ----------------------------- | -------------------- | ----------------- |
| 1899 Hoffenheim   | Matthias Kaltenbach Marcel Rapp Kai Herdling (megbízott) | Lejárt a megbízatásuk | Előszezon 2020. június 30. | Sebastian Hoeneß              | 2020. július 27.     | [ 5 ] [ 6 ] [ 7 ] |
| Schalke 04        | David Wagner                                             | Elküldték             | 2020. szeptember 27.       | Manuel Baum                   | 2020. szeptember 30. | [ 8 ] [ 9 ]       |
| Mainz 05          | Achim Beierlorzer                                        | Elküldték             | 2020. szeptember 28.       | Jan-Moritz Lichte (megbízott) | 2020. szeptember 28. | [ 10 ]            |
| Borussia Dortmund | Lucien Favre                                             | Elküldték             | 2020. december 13.         | Edin Terzić (megbízott)       | 2020. december 13.   | [ 11 ]            |
| Schalke 04        | Manuel Baum                                              | Elküldték             | 2020. december 18.         | Huub Stevens (megbízott)      | 2020. december 18.   | [ 12 ]            |
| Schalke 04        | Huub Stevens (megbízott)                                 | Lejárt a megbízatása  | 2020. december 22.         | Christian Gross               | 2020. december 27.   | [ 13 ]            |
| Mainz 05          | Jan-Moritz Lichte (megbízott)                            | Elküldték             | 2020. december 28.         | Jan Siewert (megbízott)       | 2020. december 28.   | [ 14 ]            |
| Mainz 05          | Jan Siewert (megbízott)                                  | Lejárt a megbízatása  | 2021. január 4.            | Bo Svensson                   | 2021. január 4.      | [ 15 ]            |
| Hertha BSC        | Bruno Labbadia                                           | Elküldték             | 2021. január 24.           | Dárdai Pál                    | 2021. január 25.     | [ 16 ] [ 17 ]     |
| Schalke 04        | Christian Gross                                          | Elküldték             | 2021. február 28.          | Dimítriosz Gramózisz          | 2021. március 2.     | [ 18 ] [ 19 ]     |
| Arminia Bielefeld | Uwe Neuhaus                                              | Elküldték             | 2021. március 1.           | Frank Kramer                  | 2021. március 2.     | [ 20 ] [ 21 ]     |
| Bayer Leverkusen  | Peter Bosz                                               | Elküldték             | 2021. március 23.          | Hannes Wolf (megbízott)       | 2021. március 23.    | [ 22 ]            |
| 1. FC Köln        | Markus Gisdol                                            | Elküldték             | 2021. április 11.          | Friedhelm Funkel              | 2021. április 12.    | [ 23 ] [ 24 ]     |
| Augsburg          | Heiko Herrlich                                           | Elküldték             | 2021. április 26.          | Markus Weinzierl              | 2021. április 26.    | [ 25 ]            |
| Werder Bremen     | Florian Kohfeldt                                         | Elküldték             | 2021. május 16.            | Thomas Schaaf                 | 2021. május 16.      | [ 26 ]            |

## Tabella
| Hely. | Csapat                   | M  | Gy | D  | V  | G+ | G– | Gk  | P  | Továbbjutás vagy kiesés      |
| ----- | ------------------------ | -- | -- | -- | -- | -- | -- | --- | -- | ---------------------------- |
| 1.    | Bayern München CV (B)    | 34 | 24 | 6  | 4  | 99 | 44 | +55 | 78 | Bajnokok Ligája–csoportkör   |
| 2.    | RB Leipzig               | 34 | 19 | 8  | 7  | 60 | 32 | +28 | 65 | Bajnokok Ligája–csoportkör   |
| 3.    | Borussia Dortmund        | 34 | 20 | 4  | 10 | 75 | 46 | +29 | 64 | Bajnokok Ligája–csoportkör   |
| 4.    | VfL Wolfsburg            | 34 | 17 | 10 | 7  | 61 | 37 | +24 | 61 | Bajnokok Ligája–csoportkör   |
| 5.    | Eintracht Frankfurt      | 34 | 16 | 12 | 6  | 69 | 53 | +16 | 60 | Európa-liga–csoportkör       |
| 6.    | Bayer Leverkusen         | 34 | 14 | 10 | 10 | 53 | 39 | +14 | 52 | Európa-liga–csoportkör       |
| 7.    | Union Berlin             | 34 | 12 | 14 | 8  | 50 | 43 | +7  | 50 | Európa-liga, 2. selejtezőkör |
| 8.    | Borussia Mönchengladbach | 34 | 13 | 10 | 11 | 64 | 56 | +8  | 49 |                              |
| 9.    | VfB Stuttgart Ú          | 34 | 12 | 9  | 13 | 56 | 55 | +1  | 45 |                              |
| 10.   | SC Freiburg              | 34 | 12 | 9  | 13 | 52 | 52 | 0   | 45 |                              |
| 11.   | 1899 Hoffenheim          | 34 | 11 | 10 | 13 | 52 | 54 | −2  | 43 |                              |
| 12.   | Mainz 05                 | 34 | 10 | 9  | 15 | 39 | 56 | −17 | 39 |                              |
| 13.   | FC Augsburg              | 34 | 10 | 6  | 18 | 36 | 54 | −18 | 36 |                              |
| 14.   | Hertha BSC               | 34 | 8  | 11 | 15 | 41 | 52 | −11 | 35 |                              |
| 15.   | Arminia Bielefeld Ú      | 34 | 9  | 8  | 17 | 26 | 52 | −26 | 35 |                              |
| 16.   | 1. FC Köln (O)           | 34 | 8  | 9  | 17 | 34 | 60 | −26 | 33 | Osztályozó                   |
| 17.   | Werder Bremen (K)        | 34 | 7  | 10 | 17 | 36 | 57 | −21 | 31 | Kiesik a Bundesliga 2-be     |
| 18.   | Schalke 04 (K)           | 34 | 3  | 7  | 24 | 25 | 86 | −61 | 16 | Kiesik a Bundesliga 2-be     |

## Rájátszás

### Első forduló
| 2021. május 26. 18:30 |

| FC Köln | 0–1               | Holstein Kiel |
| ------- | ----------------- | ------------- |
|         | (0–0) Jegyzőkönyv | Lorenz 59'    |

| RheinEnergieStadion, Köln Nézőszám: 0 Játékvezető: Felix Zwayer |

### Második forduló
| 2021. május 29. 18:00 |

| Holstein Kiel  | 1–5               | FC Köln                                           |
| -------------- | ----------------- | ------------------------------------------------- |
| I Dzseszong 4' | (1–4) Jegyzőkönyv | Hector 3' Andersson 6' 13' Czichos 39' Szhírí 84' |

| Holstein-Stadion, Kiel Nézőszám: 2 334 Játékvezető: Deniz Aytekin |

A végeredmény összesítésben 5–2 lett az 1. FC Köln javára, így egyik csapat sem váltott osztályt.

## Statisztikák

### Góllövőlista
Utoljára frissítve: 2021. május 22.
| Helyezés | Játékos            | Klub                     | Gólok |
| -------- | ------------------ | ------------------------ | ----- |
| 1        | Robert Lewandowski | Bayern München           | 41    |
| 2        | André Silva        | Eintracht Frankfurt      | 28    |
| 3        | Erling Haaland     | Borussia Dortmund        | 27    |
| 4        | Wout Weghorst      | VfL Wolfsburg            | 20    |
| 4        | Andrej Kramarić    | 1899 Hoffenheim          | 20    |
| 6        | Saša Kalajdžić     | VfB Stuttgart            | 16    |
| 7        | Lars Stindl        | Borussia Mönchengladbach | 14    |
| 8        | Silas              | VfB Stuttgart            | 11    |
| 8        | Lucas Alario       | Bayer Leverkusen         | 11    |
| 8        | Thomas Müller      | Bayern München           | 11    |
| 8        | Max Kruse          | Union Berlin             | 11    |

### Gólpasszok
Utoljára frissítve: 2021. május 22.
| Helyezés | Játékos           | Klub                     | Gólp. |
| -------- | ----------------- | ------------------------ | ----- |
| 1        | Thomas Müller     | Bayern München           | 18    |
| 2        | Filip Kostić      | Eintracht Frankfurt      | 14    |
| 3        | Kamata Tajcse     | Eintracht Frankfurt      | 12    |
| 4        | Jonas Hofmann     | Borussia Mönchengladbach | 11    |
| 4        | Jadon Sancho      | Borussia Dortmund        | 11    |
| 6        | Joshua Kimmich    | Bayern München           | 10    |
| 6        | Kingsley Coman    | Bayern München           | 10    |
| 6        | Moussa Diaby      | Bayer Leverkusen         | 10    |
| 6        | Raphaël Guerreiro | Borussia Dortmund        | 10    |
| 6        | Vincenzo Grifo    | Freiburg                 | 10    |

### Mesterhármasok
| Játékos              | Csapat                   | Ellenfél                 | Végeredmény | Dátum                |
| -------------------- | ------------------------ | ------------------------ | ----------- | -------------------- |
| Serge Gnabry         | Bayern München           | Schalke 04               | 8–0 (H)     | 2020. szeptember 18. |
| Andrej Kramarić      | 1899 Hoffenheim          | 1. FC Köln               | 3–2 (V)     | 2020. szeptember 19. |
| Niclas Füllkrug      | Werder Bremen            | Schalke 04               | 1–3 (V)     | 2020. szeptember 26. |
| Robert Lewandowski4  | Bayern München           | Hertha BSC               | 4–3 (H)     | 2020. október 4.     |
| Robert Lewandowski   | Bayern München           | Eintracht Frankfurt      | 5–0 (H)     | 2020. október 24.    |
| Erling Haaland4      | Borussia Dortmund        | Hertha BSC               | 5–2 (V)     | 2020. november 21.   |
| Jean-Philippe Mateta | Mainz 05                 | SC Freiburg              | 3–1 (V)     | 2020. november 22.   |
| Lars Stindl          | Borussia Mönchengladbach | Eintracht Frankfurt      | 3–3 (V)     | 2020. december 15.   |
| Matthew Hoppe        | Schalke 04               | 1899 Hoffenheim          | 4–0 (H)     | 2021. január 9.      |
| Robert Lewandowski   | Bayern München           | Borussia Dortmund        | 4–2 (H)     | 2021. március 6.     |
| Robert Lewandowski   | Bayern München           | VfB Stuttgart            | 4–0 (H)     | 2021. március 20.    |
| Joel Pohjanpalo      | Union Berlin             | Werder Bremen            | 3–1 (H)     | 2021. április 24.    |
| Josip Brekalo        | VfL Wolfsburg            | Union Berlin             | 3–1 (H)     | 2021. május 8.       |
| Robert Lewandowski   | Bayern München           | Borussia Mönchengladbach | 6–0 (H)     | 2021. május 8.       |

4 A játékos 4 gólt szerzett

### Kapott gól nélkül lehozott mérkőzések
Utoljára frissítve: 2021. május 22.
| Helyezés | Játékos            | Klub                             | Mérkőzések |
| -------- | ------------------ | -------------------------------- | ---------- |
| 1        | Gulácsi Péter      | RB Leipzig                       | 15         |
| 2        | Koen Casteels      | VfL Wolfsburg                    | 14         |
| 3        | Stefan Ortega      | Arminia Bielefeld                | 11         |
| 4        | Manuel Neuer       | Bayern München                   | 9          |
| 5        | Lukáš Hrádecký     | Bayer Leverkusen                 | 8          |
| 5        | Alexander Schwolow | Hertha BSC                       | 8          |
| 7        | Marwin Hitz        | Borussia Dortmund                | 7          |
| 7        | Rafał Gikiewicz    | Augsburg                         | 7          |
| 9        | Oliver Baumann     | 1899 Hoffenheim                  | 6          |
| 9        | Florian Müller     | SC Freiburg                      | 6          |
| 9        | Yann Sommer        | Borussia Mönchengladbach         | 6          |
| 9        | Jiří Pavlenka      | Werder Bremen                    | 6          |
| 13       | Robin Zentner      | 1. FSV Mainz 05                  | 5          |
| 13       | Andreas Luthe      | Union Berlin                     | 5          |
| 13       | Gregor Kobel       | VfB Stuttgart                    | 5          |
| 13       | Timo Horn          | 1. FC Köln                       | 5          |
| 17       | Roman Bürki        | Borussia Dortmund                | 4          |
| 17       | Kevin Trapp        | Eintracht Frankfurt              | 4          |
| 19       | Ralf Fährmann      | Schalke 04                       | 3          |
| 20       | Loris Karius       | Union Berlin                     | 2          |
| 21       | Frederik Rønnow    | Schalke 04 / Eintracht Frankfurt | 1          |
| 21       | Lennart Grill      | Bayer Leverkusen                 | 1          |
| 21       | Rune Jarstein      | Hertha BSC                       | 1          |
| 21       | Tobias Sippel      | Borussia Mönchengladbach         | 1          |

### Magyarok a ligában
Utoljára frissítve: 2021. május 22.
| Játékos            | Klub            | Mérkőzés | Gólok | Gólpasszok | Gól nélküli |
| ------------------ | --------------- | -------- | ----- | ---------- | ----------- |
| Gulácsi Péter      | RB Leipzig      | 33       | 0     | 0          | 15          |
| Willi Orbán        | RB Leipzig      | 29       | 4     | 1          | –           |
| Sallai Roland      | SC Freiburg     | 28       | 8     | 3          | –           |
| Szalai Ádám        | 1. FSV Mainz 05 | 16       | 1     | 0          | –           |
| Szoboszlai Dominik | RB Leipzig      | 0        | 0     | 0          | –           |

### A hónap legjobb játékosai, tehetségei és góljai
| Hónap      | Hónap Játékosa     | Hónap Játékosa           | Hónap Tehetsége | Hónap Tehetsége   | Hónap gólja        | Hónap gólja              | Források             |
| Hónap      | Játékos            | Csapat                   | Játékos         | Csapat            | Játékos            | Csapat                   | Források             |
| ---------- | ------------------ | ------------------------ | --------------- | ----------------- | ------------------ | ------------------------ | -------------------- |
| Szeptember | Andrej Kramarić    | TSG 1899 Hoffenheim      | Jude Bellingham | Borussia Dortmund | Joshua Kimmich     | Bayern München           | [ 37 ] [ 38 ] [ 39 ] |
| Október    | Robert Lewandowski | Bayern München           | Mateo Klimowicz | VfB Stuttgart     | Yussuf Poulsen     | RB Leipzig               | [ 37 ] [ 38 ] [ 39 ] |
| November   | Erling Haaland     | Borussia Dortmund        | Silas           | VfB Stuttgart     | Valentino Lazaro   | Borussia Mönchengladbach | [ 37 ] [ 38 ] [ 39 ] |
| December   | Lars Stindl        | Borussia Mönchengladbach | Silas           | VfB Stuttgart     | Leon Bailey        | Bayer Leverkusen         | [ 37 ] [ 38 ] [ 39 ] |
| Január     | André Silva        | Eintracht Frankfurt      | Matthew Hoppe   | Schalke 04        | Nadiem Amiri       | Bayer Leverkusen         | [ 37 ] [ 38 ] [ 39 ] |
| Február    | Jadon Sancho       | Borussia Dortmund        | Silas           | VfB Stuttgart     | Marcel Sabitzer    | RB Leipzig               | [ 37 ] [ 38 ] [ 39 ] |
| Március    | Filip Kostić       | Eintracht Frankfurt      | Dóan Ricu       | Arminia Bielefeld | Deyovaisio Zeefuik | Hertha BSC               | [ 37 ] [ 38 ] [ 39 ] |
| Április    | Erling Haaland     | Borussia Dortmund        | Jamal Musiala   | Bayern München    | Ondrej Duda        | 1. FC Köln               | [ 37 ] [ 38 ] [ 39 ] |
| Május      | N/A                | N/A                      | N/A             | N/A               | Robert Lewandowski | Bayern München           | [ 37 ] [ 38 ] [ 39 ] |

### Egyéni díjazottak
| Díj               | Győztes          | Klub                     | Forrás |
| ----------------- | ---------------- | ------------------------ | ------ |
| A szezon játékosa | Erling Haaland   | Borussia Dortmund        |        |
| A szezon újonca   | Silas            | VfB Stuttgart            | [ 37 ] |
| A szezon gólja    | Valentino Lazaro | Borussia Mönchengladbach |        |

### A szezon csapata
| Poz. | Játékos            | Klub                |
| ---- | ------------------ | ------------------- |
| K    | Manuel Neuer       | Bayern München      |
| V    | Alphonso Davies    | Bayern München      |
| V    | Angeliño           | RB Leipzig          |
| V    | Mats Hummels       | Borussia Dortmund   |
| V    | Ridle Baku         | VfL Wolfsburg       |
| KP   | Leon Goretzka      | Bayern München      |
| KP   | Joshua Kimmich     | Bayern München      |
| KP   | Thomas Müller      | Bayern München      |
| CS   | André Silva        | Eintracht Frankfurt |
| CS   | Robert Lewandowski | Bayern München      |
| CS   | Erling Haaland     | Borussia Dortmund   |

## Csapatok száma tartományonkénti bontásban
| Pozíció | Tartomány              | Csapatok száma | Csapatok                                                                                               |
| ------- | ---------------------- | -------------- | --- |
| 1       | Észak-Rajna-Vesztfália | 6              | Arminia Bielefeld, Borussia Dortmund, Köln, Bayer Leverkusen, Borussia Mönchengladbach és a Schalke 04 |
| 1       | Baden-Württemberg      | 3              | SC Freiburg, 1899 Hoffenheim és a VfB Stuttgart                                                        |
| 2       | Bajorország            | 2              | FC Augsburg és a Bayern München                                                                        |
| 2       | Berlin                 | 2              | Hertha BSC és az Union Berlin                                                                          |
| 5       | Bréma                  | 1              | Werder Bremen                                                                                          |
| 5       | Hessen                 | 1              | Eintracht Frankfurt                                                                                    |
| 5       | Alsó-Szászország       | 1              | VfL Wolfsburg                                                                                          |
| 5       | Rajna-vidék-Pfalz      | 1              | Mainz 05                                                                                               |
| 5       | Szászország            | 1              | RB Leipzig                                                                                             |